# Sly Boogy
Sly Boogy, né à San Bernardino, en Californie, est un rappeur américain. Après la formation de quelques groupes sans grand succès, Boogy signe un contrat en solo avec le label Bolo Entertainment en juin 2002. Au label, il y publie son premier album, Judgement Day, en août 2003. Ses singles California Remix et That’z My Name, sont diffusés à la radio et à la télévision locale sur ma chaîne américaine MTV2 en été 2004. Il est jugé en 2011, et incarcéré en 2014.

## Biographie
Sly Boogy est né et a grandi à San Bernardino, en Californie, et lance dans le rap pendant l'adolescence. Sa tante, son père et de ses oncles furent autrefois membres d'un groupe de RnB et de soul. À 19 ans, après avoir emménagé en Philadelphie, il forme le groupe Backadashaq, qui ne publiera aucune chanson. Sly Boogy revient alors dans son État natal en 1994, et forme le groupe Black Spooks avec son cousin et rappeur Dirty Birdy, et DJ KMP. The Spooks signent rapidement au label Perspective Records, dans lequel ils ne pourront publier aucun album.
Malgré les hauts et les bas, Boogy persévère et signe finalement au label Bolo Entertainment en juin 2002. Sly Boogy y publie son premier album, Judgement Day, le 26 août 2003. La même année, il participe à la bande son du jeu vidéo True Crime: Streets of LA avec son titre Flow. C'est en 2003 et 2004, après la publication des singles California Remix, That'z My Name, It's Nuthin et f U Got Crew qu'il connaît le succès et la reconnaissance. Ses singles California Remix et That’z My Name, sont diffusés à la radio et à la télévision locale sur ma chaîne américaine MTV2 en été 2004.
En 2005, il publie son deuxième album, The Fifth Letter qui n'attirera pas l'intérêt du public et de la presse spécialisée. Toujours en 2005, il annonce un nouvel album intitulé Mistaken Identity prévu pour le 19 avril 2005, mais jamais publié. Le 5 mai 2006, Sly Boogy publie la mixtape The Fifth Letter Mixtape - Volume 1. Il publie l'EP, The Beauty of Death, le 17 décembre 2008,. En 2013, il participe à une mixtape collaborative, intitulée Fully Loaded, aux côtés notamment de Young Dre et Platinum Stat.
En 2014, il est annoncé être en prison ; il est jugé en 2011, et assigné à résidence pendant deux ans, avant son incarcération. Une collecte est organisée pour sa libération.

## Discographie

### Albums studio
- 2002 : Judgement Day
- 2005 : The Fifth Letter

### Mixtape
- 2005 : The Fifth Letter Mixtape - Volume 1

### EP
- 2008 : Beauty of Death